# Boris Aronski
Boris Aleksiejewicz Aronski (ros. Борис Алексеевич Аронский, ur. 13 kwietnia?/25 kwietnia 1898 w Moskwie, zm. 1976 tamże) – funkcjonariusz radzieckich służb specjalnych, pułkownik.

## Życiorys
W 1916 ukończył Moskiewską Praktyczną Akademię Nauk Komercyjnych, w 1917 był elewem szkoły chorążych w Peterhofie. Po rewolucji październikowej służył w Armii Czerwonej, pracował w wielu komisariatach wojskowych na Powołżu i Uralu. Od 1922 pracował w służbach specjalnych GPU, później NKWD. Brał udział w wojnie z Finlandią i w wojnie z Niemcami, pod koniec wojny z Niemcami pełnił funkcję szefa jednego z oddziałów Wydziału 5 NKGB ZSRR. Po wojnie zajmował się kryptografią w Specjalnej Szkole i w Wyższej Szkole Kryptografów Głównego Zarządu Łączności Specjalnej, pracował m.in. przy deszyfrowaniu. Od 1954 pracował w służbach specjalnych Marynarki Wojennej ZSRR, w 1958 zakończył służbę.

## Odznaczenia
- Order Lenina
- Order Czerwonego Sztandaru (dwukrotnie)
- Order Czerwonego Sztandaru Pracy
- Order „Znak Honoru”

I medale.